# Immanuelkirche (Prester)

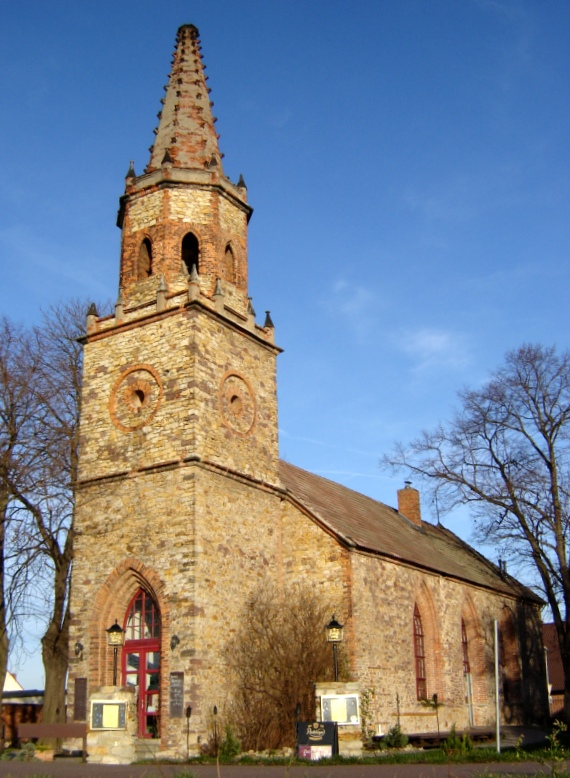
Immanuelkirche, 2006

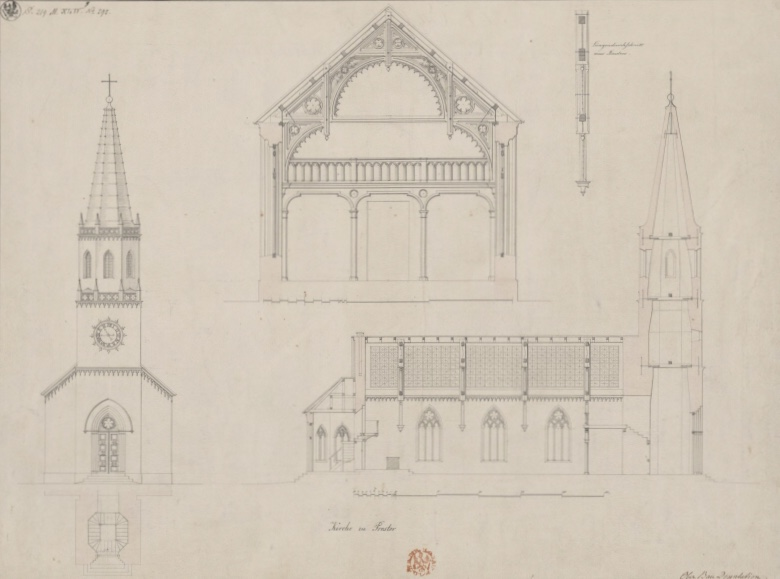
Entwurfszeichnung, um 1831

Die Immanuelkirche ist eine ehemalige Kirche im Magdeburger Stadtteil Prester. Sie hieß bis 1957 Johanniskirche und steht am Westrand des Stadtteils an der Adresse Alt Prester 86, direkt am Deich, der als Teil des Elberadwegs den Ortsteil vor der Elbe schützt. 1997 wurde der Sakralbau verkauft und wird seitdem als Restaurant genutzt.

## Geschichte
Seit Erzbischof Adalgot von Veltheim im Jahre 1110 das Dorf Prester dem Magdeburger Kloster Berge schenkte, stand an der Stelle des heutigen Kirchenbaus vermutlich ein Gotteshaus welches Johannes dem Täufer geweiht war. Aufgrund der Zugehörigkeit zum Kloster wird vermutet, dass diese Kirche eine Gründung der Benediktiner war. Jene romanische Kirche wurde im Laufe der Zeit immer wieder zerstört und aufgebaut. 1598 wurde das Pfarramt von Prester mit dem des benachbarten Cracau vereinigt. Der Abt des Klosters und der Dompropst als für Cracau zuständiger Patron, einigten sich auf eine abwechselnde Besetzung der Pfarrstelle. Nach den 1682 in Cracau die Pest ausgebrochen war, verwehrten die Prester Gemeindemitglieder dem damaligen Pfarrer Theodor Balthasar Ludwig nach Prester zu kommen. 1727 versuchte der Abt des Klosters Berge Breithaupt wieder einen eigenen Pfarrer für Prester durchzusetzen, da er die Wahrnahme der Seelsorge für unzureichend hielt. Letztlich blieb es jedoch zunächst bei der gemeinsamen Pfarrstelle. Erst 1880 wurde auf Betreiben Cracaus die Gemeinschaft aufgehoben und 1882 für Prester Theodor Siebert als eigener Pfarrer bestellt. Zunächst hatte der Pfarrer von Prester allerdings noch Diakonatsverpflichtungen in Cracau. Die vollständige Trennung erfolgte 1905.
Aufgrund aufgetretener Baufälligkeit entschloss sich die Gemeinde zum Bau eines neuen Kirchengebäudes.
Die heutige Kirche wurde in der Zeit von 1829 bis 1832 errichtet. Andere Angaben nennen nur das Jahr 1832. Der Entwurf wurde von der Berliner Baudeputation erstellt und geht auf Pläne des Architekten Karl Friedrich Schinkel zurück bzw. entstand unter seiner unmittelbaren Einwirkung. Für das Heranschaffen der zum Bau nötigen Steine aus Plötzky waren 648 Fuhren vierspänniger Fuhrwerke nötig. Da die Gemeinde nur 24 Pferde aufbieten konnte, brauchte man für den Transport 108 Tage.
Am 27. Oktober 1844 wurde eine Orgel des Magdeburger Orgelbauers Hamann durch Pfarrer Rathmann geweiht. 1890 wurde eine Renovierung der Kirche durch den Magdeburger Malermeister Max Rinneberg für 1053,49 Mark durchgeführt. Die Zimmerarbeiten für 150 Mark übernahm der Cracauer H. Michaelis, die Reparatur des Dachs durch Schopf kostete 1253 Mark, der Bau von Blitzableitern 197,10 Mark. Außerdem wurde die Orgel vom Sudenburger Orgelbauer Priem für 145 Mark repariert.
Da in der Zeit des Ersten Weltkriegs das für die Beleuchtung der Kirche nötige Öl nur noch schwer zu beschaffen war, wurde für 320 Mark eine elektrische Beleuchtung eingebaut. Sie wurde anlässlich des Festgottesdienstes zum 50-jährigen Bestehens des Vaterländischen Frauenvereins am 12. November 1916 um 19.30 Uhr in Betrieb genommen. Für Rüstungszwecke musste die Kirchengemeinde im April 1917 21 Prospektpfeifen der Orgel mit einem Gesamtgewicht von 18 Kilogramm für einen Betrag von 147,14 Mark abliefern.
Die Gemeinde richtete für die Durchführung von Gottesdiensten in der kalten Jahreszeiten und für sonstige Zwecke einen Gemeindesaal ein. Er wurde in einem ehemals für den Schulunterricht genutzten Raum im Kantorat in Alt Prester 68 eingerichtet, der im Dezember 1923 durch eine Zusammenlegung der Schulen von Prester und Cracau frei geworden war. Durch die Ausgabe von Anteilsscheinen finanzierte Pastor Lehmann ein Harmonium. Größte Spender waren der der Kirche durch seine hier erfolgte Trauung verbundene Landrat Boer des Kreises Gardelegen und die örtliche Interessentengemeinde. Pfarrer Lehmann erlitt am Sonntag, dem 11. Mai 1930 um 10 Uhr, kurz vor Beginn des Gottesdienstes in der Sakristei einen Schlaganfall, an dem er zwei Stunden später in seiner Wohnung verstarb.
Während des Zweiten Weltkriegs erlitt die Kirche Schäden, die später beseitigt wurden. Im Jahr 1954 erhielt die Kirche einen aus Delitzsch stammenden barocken Kanzelaltar aus dem Jahr 1735. 1957 wurde die Johanneskirche Prester in Immanuelkirche umbenannt.
In den 1960er Jahren wurde die zu diesem Zeitpunkt vorhandene Orgel in die Reformationskirche nach Rothensee umgesetzt. Eine andere Angabe nennt die Umsetzung einer vom Unternehmen Jehmlich Orgelbau Dresden erbauten Orgel, die in den 1970er Jahren in die katholische Rosenkranzkapelle im Stadtteil Rothensee gelangte.
Seit 1983 gab es keine kirchliche Nutzung mehr. Andere Angaben nennen, vermutlich unrichtig, als Ende der religiösen Nutzung bereits das Jahr 1958. ab 1990 nutzte eine Tischlerei das Gebäude, 1997 wurde das Gebäude verkauft. Zunächst war ein Umbau zur Wohnnutzung und als Begegnungsstätte geplant, letztlich erfolgte ein Umbau zu gastronomischen Zwecken. Seit dem Jahr 2000 besteht eine Nutzung als Restaurant.
Im Kirchturm befanden sich zwei Bronzeglocken aus den Jahren 1695 und 1720. Sie gelangten 2007 in die Sankt-Briccius-Kirche nach Cracau.

## Bauwerk
Die für den Kirchenbau nötigen Steine stammt aus dem Plötzkyer Steinbruch, das Kiefernholz aus dem Schweinitzer und das Eichenholz aus dem Grünewalder Forst. Der neugotische Bau mit einschiffiger Halle, schließt im Osten mit einem schmaleren mehrseitigen Altarraum ab. Ursprünglich wurde das östliche Polygon als Sakristei genutzt. Im Westen wurde ein Turm mit quadratischem Grundriss angefügt. Der Turm besitzt ein achteckiges Glockengeschoss mit kleinen Fialen, dem ein massiv gemauerter mit Krabben besetzter Spitzhelm aufgesetzt wurde. Die Gestaltung des Helms orientiert sich an der Silhouette der Türme des Magdeburger Doms.
Der im Turmuntergeschoss befindliche, nach Westen ausgerichtete Eingang ist als Stufenportal ausgeführt. Die Fensteröffnungen sind sowohl an den Längsseiten als auch im Chor als hohe Spitzbögen ausgeführt.
Das Kircheninnere wird von einem offenen verbretterten Dachstuhl überspannt. Auf der Westseite entstand eine Empore. Der Taufstein der Kirche wurde von Amtsrat Erich Jordan anlässlich der Konfirmation seiner einzigen Tochter gestiftet.
Im örtlichen Denkmalverzeichnis ist die Kirche unter der Erfassungsnummer 094 82470 als Baudenkmal verzeichnet.
Die Kirche gilt als Beispiel der frühen Neogotik als architekturhistorisch interessant.

## Pfarrer
- Melchior Wissel, erster gemeinsamer Pfarrer mit Cracau, Mitglied des Klosterkonvents
- namentlich nicht überlieferter, vom Dompropst ernannter Pfarrer
- Matthias Prenner, ab 1626, Klosterbruder, verließ Prester nach Zerstörungen im Dreißigjährigen Krieg, verstarb 1636
- Andr. Schöner, ab 1649
- Heinrich Holdtberger, ab 1655
- Theodor Balthasar Ludwig, bis 1684
- August Meyer, bis 1727
- Matthias Matthisson, ab 1729; verstarb 1773, war der Großvater von Friedrich von Matthison
- Beust, 1773 bis 1790, war 1790 verstorben
- Striepe, 1791 bis 1806, war 1806 in Magdeburg verstorben
- Joh. Tobias Heidmann, 1807 bis 1831
- Niederheitmann, bis 1836
- Heinrich Rathmann, 1836 bis 1857; war 1857 verstorben, Sohn von Heinrich Rathmann
- Noeldechen, bis 1880, war 1880 verstorben
- Theodor Siebert, 1882 bis 1904; erster wieder allein für Prester zuständiger Pfarrer
- Frisch, ab 1904 Pfarrverweser
- Paul Lesche, 1906 bis 1913
- Eisermann, 1914 bis 1915, musste aufgrund eines Halsleidens und versagender Stimme 1915 in den Ruhestand gehen, er verstarb 1918
- Adolf Lehmann, 1916 bis 1930
- Willy Stark, ab 1931